# María Kalmykova
María Lvovna Kalmykova, en ruso: Мария Львовна Калмыкова, (nacida el 14 de enero de 1978 en Riazán, Rusia) es una jugadora de baloncesto rusa.
Ha conseguido 5 medallas en competiciones internacionales con Rusia.